# Andouin Aubert
Pour les articles homonymes, voir Aubert.
Andouin Aubert, le cardinal de Maguelone, (né à Beyssac en Limousin et mort à Avignon, le 10 mai 1363) est un cardinal français du XIVe siècle. Il est un neveu du pape Innocent VI et un cousin du cardinal Pierre de Monteruc (1356) et l'oncle du cardinal Étienne Aubert le Jeune (1361).

## Biographie
Troisième fils de Guy Aubert et de Marguerite de Livron, Andouin Aubert fait partie d'un milieu aisé ; on lui prête une ascendance chevaleresque par sa mère. Il commence de brillantes études à Toulouse en droit canonique et en droit civil, disciplines dans lesquelles il est gradué docteur,. Son parcours ecclésiastique débute sous l'autorité du pape Benoît XII qui le pourvoit d'un canonicat dans l'église de Sainte-Radegonde à Poitiers. 
Après avoir possédé les cures de Laplume et de Thil, il devient curé de Sainte-Foy-de-Peyrolières (diocèse de Toulouse) en 1337. En 1338, du fait de ses relations avec Pierre Roger, le futur Clément VI, son père Guy Aubert reçoit des lettres de noblesse, renforçant ainsi l'ascension sociale de l'ensemble de sa famille. La même année, Andouin Aubert devient chanoine au chapitre de Limoges à la suite de son oncle Étienne Aubert, le futur pape Innocent VI. Devenu prieur d'Arbois, il est nommé prévôt de Saint-Pierre d'Aire-sur-la-Lys le 21 mai 1342, puis chanoine de Saint-Géry à Cambrai le 18 janvier 1344,. Vers 1344, il est nommé doyen du chapitre de Saint-Yrieix. À partir de 1346, en tant que nuntius, il se voit confier des missions diplomatiques relevant du secret pontifical. Il fait alors partie du cercle des proches du pape : il est référencé comme notaire apostolique et son nom apparaît dans des lettres de Clément VI concernant son titre officiel dans le cadre de missions secrètes qui ne relèvent pas de sa fonction officielle. A ce titre, il est notamment envoyé auprès de la reine Jeanne de Bourgogne pour l'informer de diverses tractations relatives à la situation politique et militaire entre la France et l'Angleterre.
Le 15 novembre 1348 Andouin Aubert est fait archidiacre de Brabant (diocèse de Liège) puis, en septembre 1349, afin de le récompenser de ses services diplomatiques, il est promu évêque de Paris et doit résigner sa dignité d'archidiacre. Transféré à l'évêché d'Auxerre en 1350, il y exerce son épiscopat jusqu'au 30 janvier 1353 ; peu de temps après, il est fait cardinal par le pape Innocent VI, lors du consistoire du 15 février 1353. Le 20 février 1353, l'archidiaconé de Brabant lui est rendu, puis il devient évêque de Maguelone.
Titulaire des diocèses suburbicaires d'Ostie et Velletri à partir de juillet 1361, le cardinal Aubert participe au conclave de 1362, lors duquel il consacre Urbain V évêque de Rome avant de le couronner pape le 6 novembre. Il est doyen du Collège des cardinaux,,.

## Livrée du cardinal Aubert

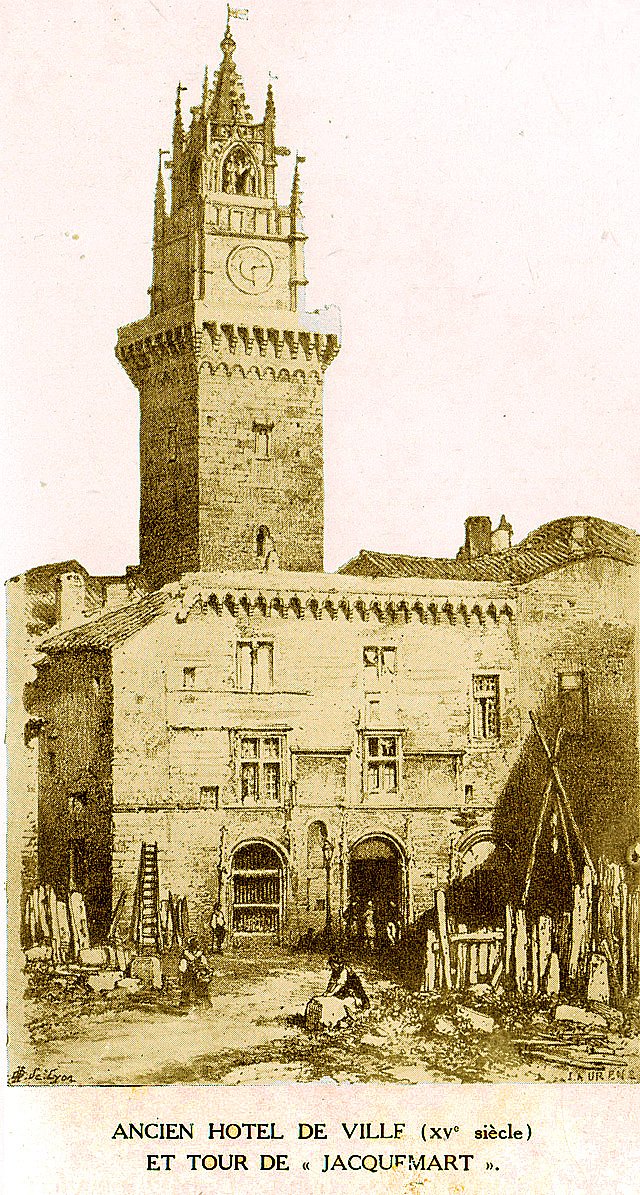
Livrée d'Albano devenu Hôtel de ville de 1447 à 1845

Dite livrée d'Albano, du nom de son dernier occupant Niccolò Brancaccio dit Nicolas de Brancas, cardinal-évêque d'Albano, elle se trouve au cœur d'Avignon, sur la place de l'Horloge au carrefour de la Rue Ferruce. C'est l'actuel Hôtel de Ville. Elle fut la résidence des cardinaux Pierre Colonna, Pierre de Mortemart, Étienne Aubert, futur Innocent VI. Mais elle doit toute sa décoration à Audoin Aubert.
Cette livrée fut aménagée dans l'ancienne abbaye des dames bénédictines de Saint-Laurent. Audoin Aubert précisa dans son testament du 5 mars 1363, qu'il y avait fait édifier tour et cave.
Les niveaux de cette tour ont été particulièrement étudiés par Hervé Aliquot qui note qu'elle « a conservé le plus étrange décor de l'Europe de cette époque ».
Dans la salle du premier étage, la voûte, un ciel bleu foncé étoilé d'or, est soutenue par des arcs décorés de boutons de roses et les quatre murs sont couverts « d'immenses tapis dont les motifs peints au pochoir évoquent les merveilles venues d'Orient ». Courant sur ces murs, se voit une inscription en caractères blancs « dont les lettres donnent l'impression d'un alphabet crypté ».
Plus insolite encore dans cette salle est le portrait sculpté du cardinal Aubert sur l'un des culs de lampe. « Son visage est enveloppé d'un capuchon à l'intérieur rouge et à l'extérieur bleu turquoise retombant sur une robe de même couleur. Il est coiffé d'un chapeau noir orné d'une houppe dont il tient les cordons de la main droite ».
Au second étage, dans la chapelle au sol recouvert de carreaux verts, nouveau mystère ! Si trois culots supportant les arêtes d'ogive sont aux symboles des évangélistes (Ange de Matthieu, Aigle de Jean et Lion de Marc), le quatrième n'est pas le Bœuf de Luc mais la tête d'Innocent VI, oncle du cardinal.
En 1447, devenue la propriété du Collège Saint-Ruf de Montpellier, la Livrée, sur ordre du cardinal Pierre de Foix, légat pontifical, est rachetée par le Conseil de Ville pour être aménagée en maison municipale.
La chapelle de la tour servit au XVIIIe siècle à entreposer les archives municipales.

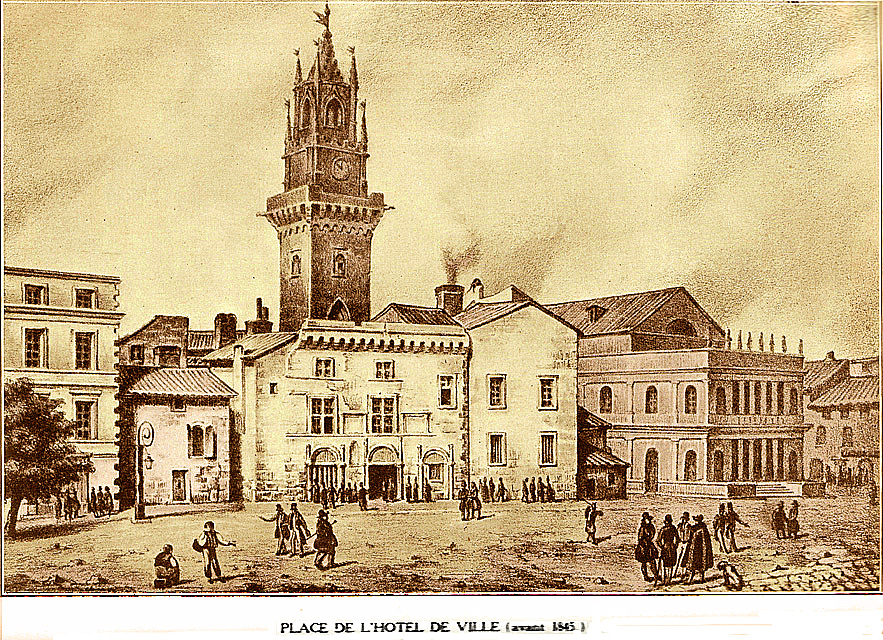
Livrée d'Albano transformée en Hôtel de Ville, avant 1845
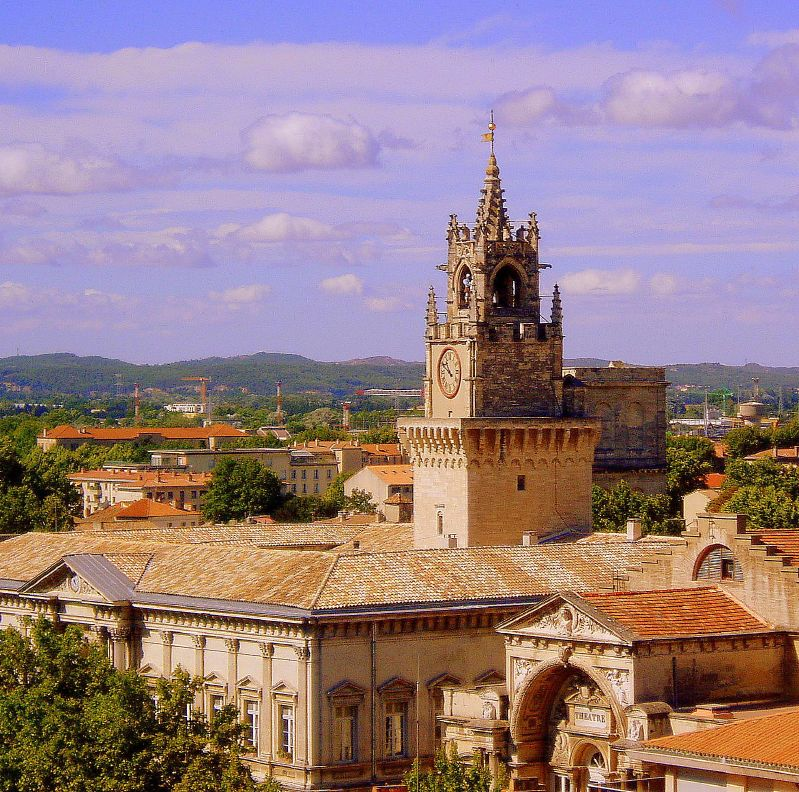
La Tour de la Livrée d'Albano au-dessus de l'Hôtel de Ville